# زبان اشاره یمنی
زبان اشاره یمنی زبان اشاره‌ای است که توسط ناشنوایان و کم شنوایان در یمن استفاده می‌شود. این زبان دارای دو گویش شمالی و جنوبی است.